# Нафанаїл (Крикота)
Митрополит Нафанаїл  (у миру Крикота Петро Григорович; нар. 12 липня 1959, село Залюття Старовижівського району Волинської області УРСР) — митрополит Волинський і Луцький Волинської єпархії УПЦ (МП).

## Біографія
Народився 12 липня 1959 року в селі Залюття Старовижівського району Волинської області
Після навчання у школі поступив до Луцького професійно-технічного училища, яке закінчив у 1977 році.
З 1977 по 1979 рр. проходив військову службу.
В 1980 році поступив до Одеської духовної семінарії, яку закінчив 1984 року. З 1984 по 1988 рр. навчався в Московській духовній академії.
12 грудня 1985 року був прийнятий в число братії Свято-Троїцької Сергієвої Лаври.
31 березня 1986 року з благословення московського патріарха Пимена, пострижений у чернецтво з ім'ям Нафанаїл намісником архімандритом Олексієм у Свято-Троїцькому соборі Лаври.
Високопреосвященнішим Серапіоном, архієпископом Володимирським і Суздальським у Свято-Успенському кафедральному соборі м. Володимира хіротонізований в ієродиякона 22 травня 1986 року, 7 грудня 1986 року — в ієромонаха.
23 серпня 1988 року рішенням Навчального Комітету при синоді РПЦ був направлений у розпорядження Високопреосвященнішого Сергія, митрополита Одеського і Херсонського для викладацької роботи в Одеській духовній семінарії.
Рішенням Священного Синоду Української Православної Церкви 15 квітня 1997 року призначений ректором Почаївської духовної семінарії.
8 квітня 1990 року возведений в сан ігумена, 6 січня 1996 року — в сан архімандрита.
2 квітня 2013 року нагороджений правом служіння Божественної літургії з відкритими Царськими вратами до молитви «Отче наш».
У 2014 році з благословення митрополита Онуфрія нагороджений другим наперсним Хрестом із прикрасами.

## Архієрейське служіння
24 червня 2015 року обраний єпископом Шумським, вікарієм Тернопільської єпархії РПЦвУ.
5 серпня 2015 року у Преображенському соборі Свято-Успенської почаївської Лаври, собором архієреїв, під керівництвом митрополита Онуфрія, був хіротонізований в єпископа Шумського.
Рішенням синоду РПЦвУ від 29.01.2016 Нафанаїл призначений єпископом Камінь-Каширським, вікарієм Волинської єпархії РПЦвУ. 7 лютого у кафедральному Свято-Покровському храмі Луцька.
Рішенням синоду РПЦвУ від 18.10.2016 призначений керуючим Волинської єпархії РПЦвУ.
17 серпня 2019 року возведений у сан архієпископа.
17 серпня 2023 року возведений в сан митрополита.
31 жовтня 2024 в числі 17 (із 53) правлячих і 14 (із 58) вікарних архієреїв УПЦ МП підписав заяву, в якій засудив анексію Російською Православною церквою Донецької єпархії, зняття її керівника митрополита Іларіона і заміни на росіянина, уродженця Рязанської області Росії, архієрея з Далекого Сходу.